# سینمای ولز

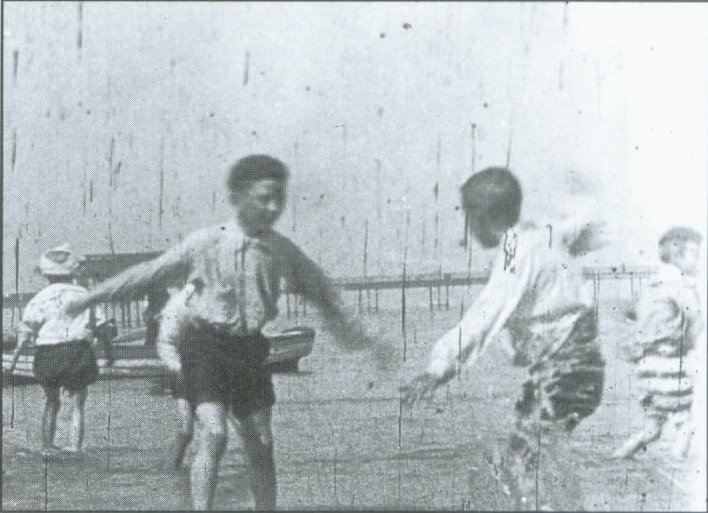
بچه‌هایی که با شن بازی می‌کنند محصول ۱۸۹۸ساخته ویلیام هاگار

سینمای ولز (انگلیسی: Cinema of Wales) به کارگردانان، بازیگران و بدنه سینماگران متولد منطقه ولز در قلمرو پادشاهی متحد اشاره دارد.
کشورهای انگلستان، اسکاتلند، ولز و ایرلند شمالی قلمرو پادشاهی متحد را تشکیل می‌دهند. سهم سینماگران اسکاتلند، انگلیس، ولز و ایرلندشمالی در سینمای بریتانیا و تأثیر آن بر سینمای جهان طی ۲ دهه ۲۰ تا ۴۰ مشهود است.
بدنه سینمای ولز عمدتاً خلاق بوده‌است اما به دلیل کمبود منابع مالی نمی‌تواند مستقل عمل کند. پیشگام سینمای ولز ویلیام هاگار است. او در سال ۱۸۹۸ اولین فیلم تاریخ سینمای اسکاتلند بچه‌هایی که با شن بازی می‌کنند را ساخت.
از سینمای ولز ستاره‌های شاخصی مانند ری میلند، هیو گریفیث، استنلی بیکر، ریچارد برتون، آنتونی هاپکینز، مایکل شین، و کاترین زتاجونز به دنیای سینما معرفی شده‌اند.

## فیلم‌هایی که در ولز فیلمبرداری شده‌اند[۵]
- کاپیتان آمریکا: نخستین انتقام‌جو
- آیرونکلاد
- شوالیه تاریکی برمی‌خیزد
- خشم تایتان‌ها
- سفیدبرفی و شکارچی
- الفی هاپکینز
- جنگ جهانی زد

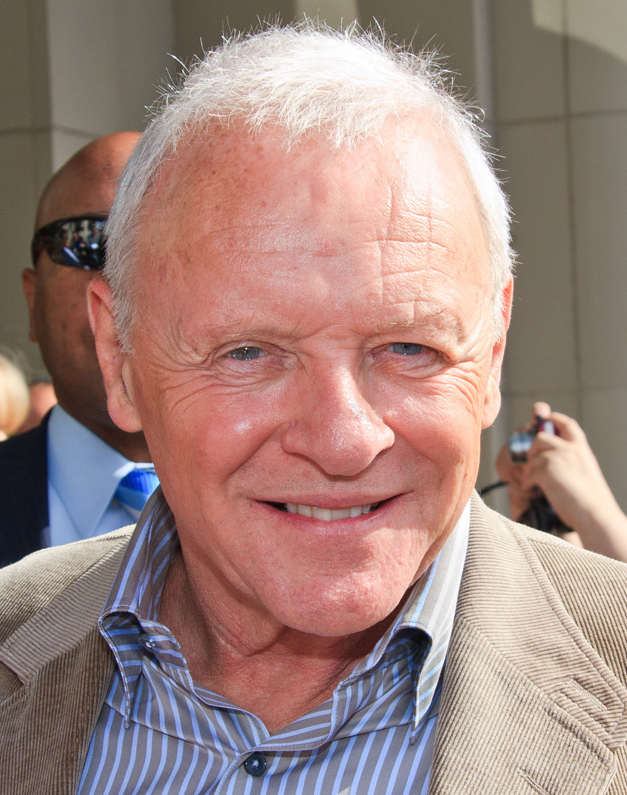
آنتونی هاپکینز

- لارا کرافت مهاجم مقبره: گهواره حیات
- گرد ستاره
- برخورد تایتان‌ها
- رابین هود
- هری پاتر و یادگاران مرگ - قسمت اول

## فیلم‌هایی که بخشی از آنها در ولز فیلمبرداری شده‌اند

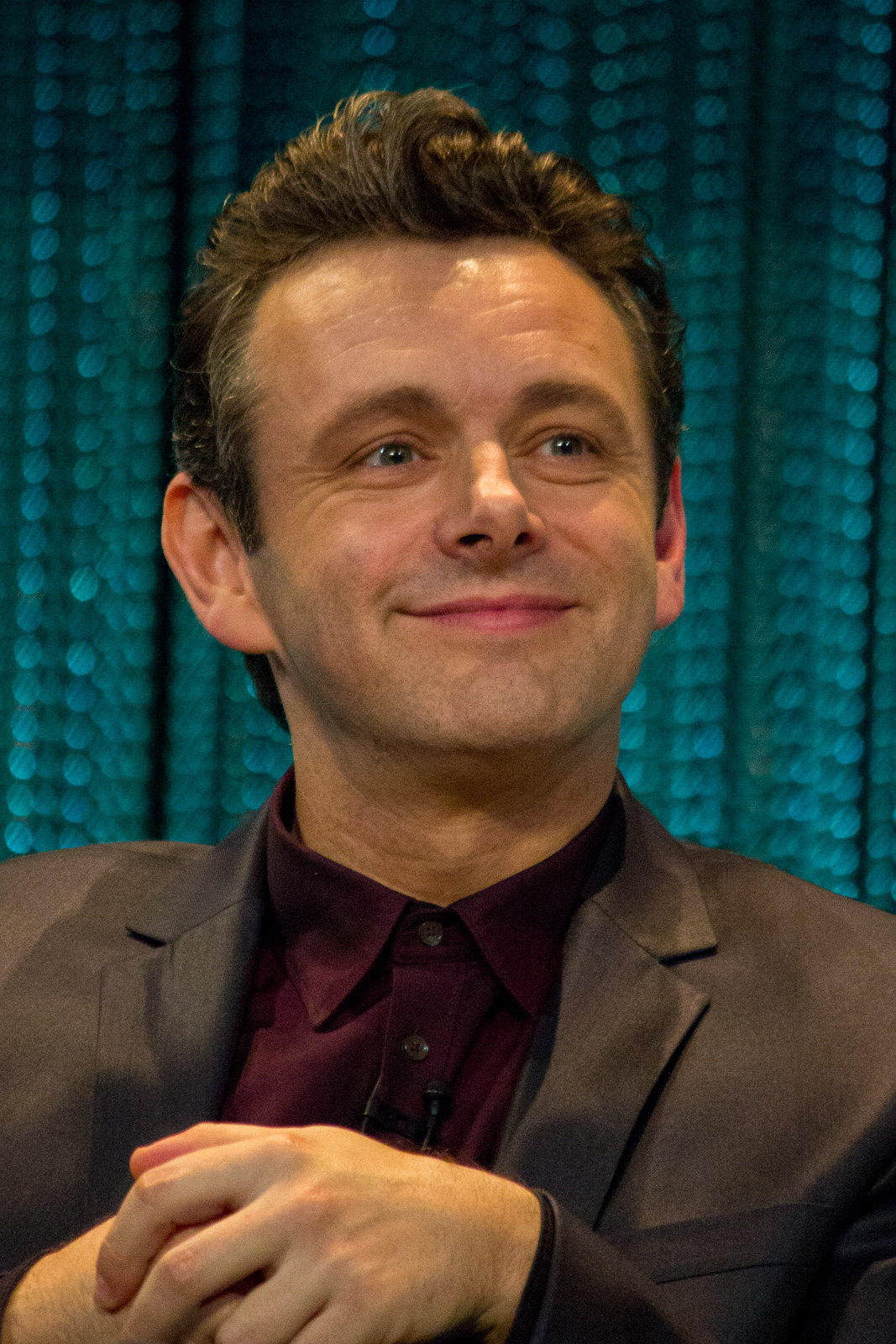
مایکل شین

## فیلم‌هایی که بخشی از آنها در ولز فیلمبرداری شده‌اند[۵]
- پرنده آزاد
- ذره‌ای آرامش
- ۲۸ هفته بعد
- پوچ بزرگ
- راهنمای مسافران مجانی کهکشان
- آرتور شاه
- افسارگسیخته
- روزی دیگر بمیر
- معجون زمان ۳
- اولین شوالیه
- سفرهای دکتر دولیتل فیلم
- دنیای ژوراسیک: سقوط پادشاهی
- کینگزمن: محفل طلایی
- شاه آرتور: افسانه شمشیر
- تبدیل‌شوندگان: آخرین شوالیه
- مجرم
- مردی از یو.ان.سی.ال.ای.
- آقای ترنر